# Valle Centrale

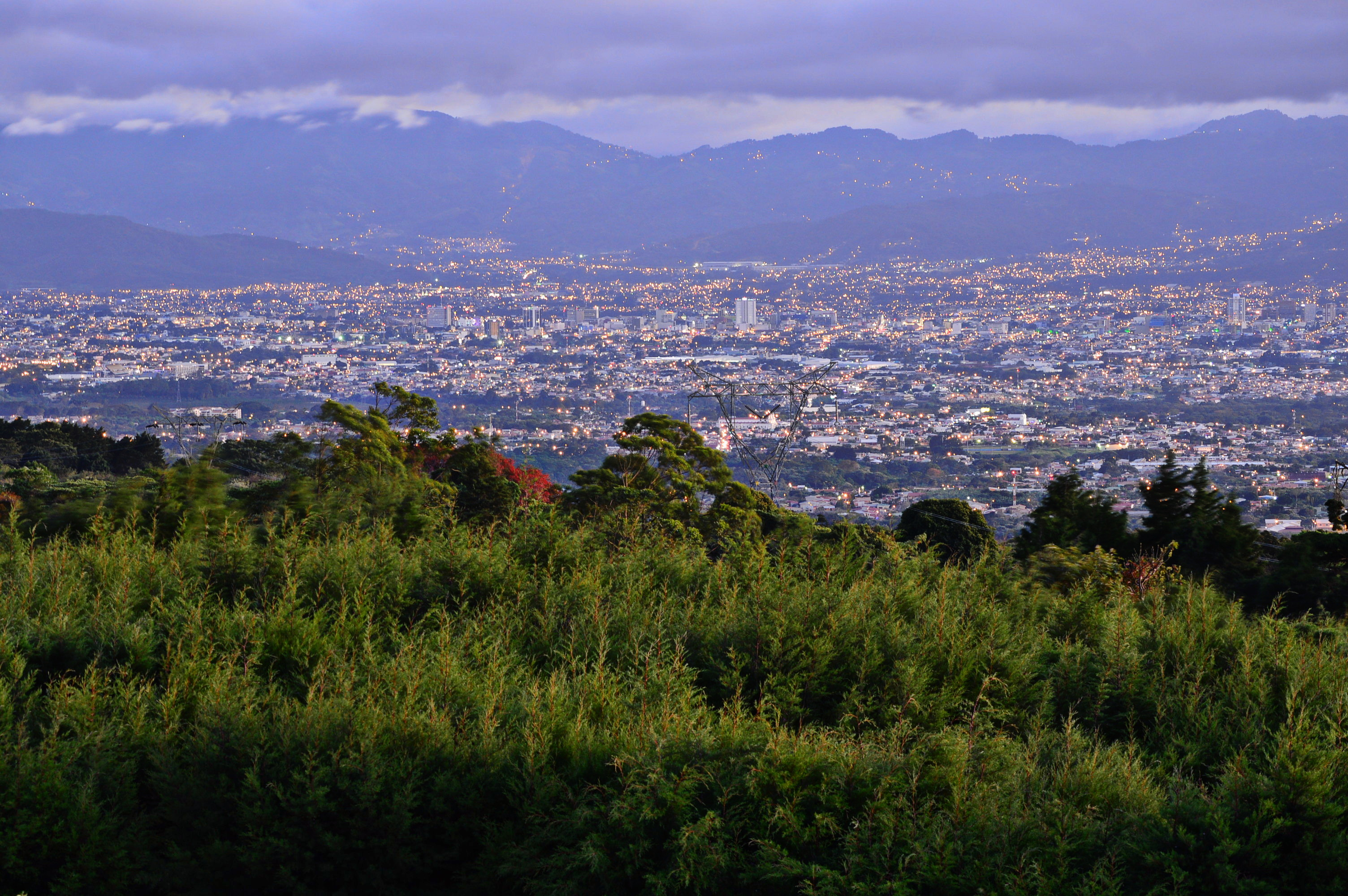
Valle Centrale

La Valle Centrale (in spagnolo Valle Central) è un esteso altopiano della Costa Rica.

## Estensione e Ubicazione geografica
La Valle Centrale si estende per 32.200 km2, con un'altimetria media di 1.000 metri sul livello del mare, nella parte centrale della Costa Rica.
Si estende da San Ramón (provincia di Alajuela) ad ovest fino a Paraíso, nella provincia di Cartago, ad est. È delimitata naturalmente a nord dalle montagne della provincia di Heredia, dai vulcani Barva e Irazú e a sud dai rilievi della Cordigliera di Talamanca.
È convenzionalmente divisa in due grandi aree, separate fra loro da una fascia di rilievi collinari (conosciute come Cerros de la Carpintera): la Valle Occidentale e la Valle de El Guarco.
La Valle Centrale è costituita da rocce magmatiche ed è perciò estremamente fertile. La Valle de El Guarco o Valle orientale è bagnata dal fiume Reventazón, tributario del Mar dei Caraibi, la Valle Occidentale è invece attraversata dal fiume Virilla, che si unisce al Río Grande de San Ramón dando vita al Río Grande de Tárcoles, tributario dell'Oceano Pacifico.

## Città importanti

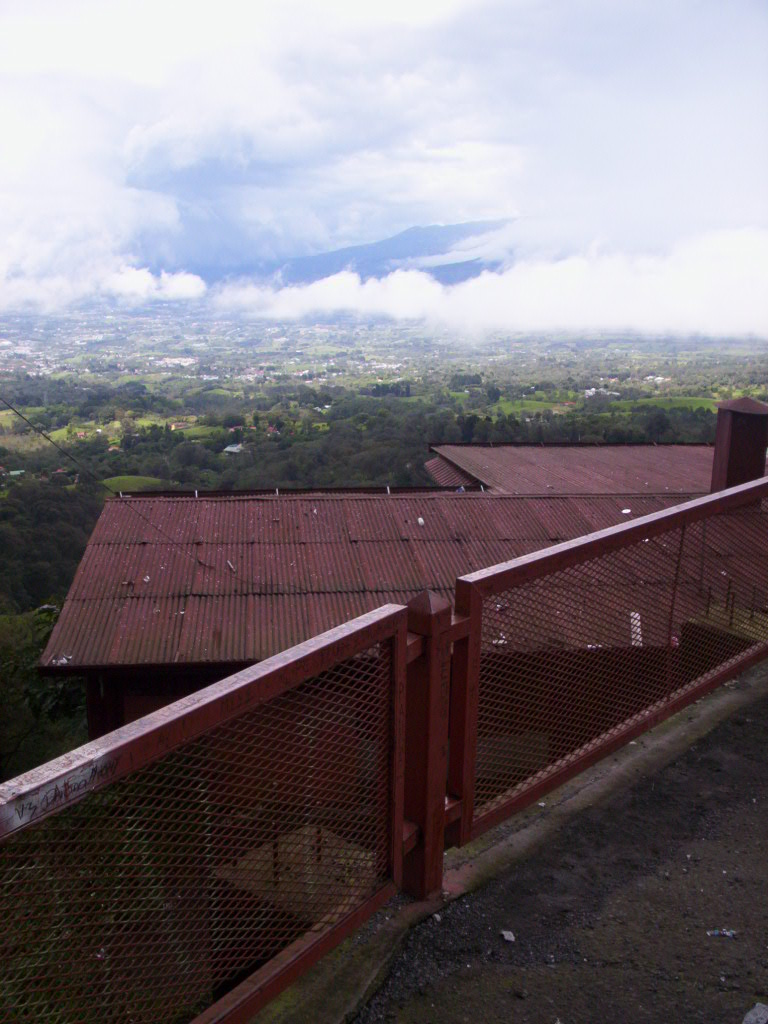
Valle Central, visto dal Rancho Redondo

Nella Valle Centrale sorge la grande area metropolitana di San José, che abbraccia le città di:
- San José
- Heredia
- Alajuela
- Cartago

Oltre il 50% della popolazione costaricana risiede nella Valle Centrale, che grazie alle favorevoli condizioni climatiche, alla fertilità delle proprie terre, alla ricchezza del bacino idrografico, è anche il cuore delle principali attività economiche del paese.

## Topografia e clima
L'altimetria della Valle Centrale oscilla fra gli 800 metri sul livello del mare di Alajuela e La Garita e i 1.500 metri di San José de la Montaña e Tarbaca. La temperatura è gradevole per tutto l'anno; i valori medi oscillano dai 18° ai 26°, con picchi storici registrati di 12 °C e 35 °C.
Come in tutto il resto del paese (se si eccettua la provincia caraibica di Limón) le stagioni climatiche sono due:
- la stagione asciutta (impropriamente chiamata estate), caratterizzata da cielo sereno senza nubi, deboli alisei, e temperature vicine ai valori minimi. Va da novembre a marzo;
- la stagione umida (impropriamente chiamata inverno), caratterizzata da piogge frequenti, che spesso assumono carattere di tempeste tropicali e si manifestano principalmente nelle ore serali, alte temperature e alta umidità. Va da aprile a ottobre/novembre.

## Attività economiche
Oltre all'agricoltura (principalmente patate, manioca, chayote), la Valle Centrale ospita alcune importanti industrie di trasformazione alimentare, manifatturiere, meccaniche ed elettroniche (produzione di microprocessori Intel).
Particolarmente sviluppato, vista la notevole densità urbana della regione, anche il settore terziario.
Nella Valle Centrale, in prossimità di Alajuela è anche ubicato il principale aeroporto internazionale del paese, il Juan Santamaría.
La Valle Centrale è collegata alle altre regioni del paese da una fitta rete di vie di comunicazione, tra le quali ricordiamo la Carretera Interamericana che unisce la Costa Rica a Nicaragua e Panama.